# Kjell Åström
Kjell Åström, född 1940 i Ljusdal, är en svensk målare.  
Bor på Örnahusen, Österlen i Skåne tillsammans med konstnären Carin Person Åström sedan 1988.
Åström studerade först konst i en av Arbetarnas bildningsförbunds kurser innan han fortsatte sina konststudier för Evert Lundquist vid Konsthögskolan i Stockholm 1963-1968 samt en påbyggnadskurs i muralmåleri vid Konsthögskolan 1970. Han medverkade i Konsthögskolans utställningar och i Ljusdal samt separatutställningar i Stockholm, Göteborg, Skövde, Mariestad, Lidköping, Katrineholm, Norrtälje, Malmberget,Tomelilla och Baskemölla. Representerad i stat, landsting och kommuner. Han har tilldelats stipendium från Ester Lindahls resestipendium, Stockholms läns landstings kulturstipendium och Statliga arbetsstipendier. Vid sidan av sitt eget skapande har han varit lärare i teckning och målning vid Nyckelviksskolan på Lidingö 1979-1983 och 1985-1988 och huvudlärare i måleri vid Konsthögskolan Valand i Göteborg 1983-1985 samt rektor och lärare vid Österlens konst- och hantverksskola i Simrishamn 1995-1999.